# Castillo Kawanoe
El Castillo de Kawanoe (川之江城 Kawanoe-jō?) es un Castillo japonés que se encuentra en lo que fue la Ciudad de Kawanoe (en la actualidad es parte de la Ciudad de Shikokuchuo) de la prefectura de Ehime. También es conocido como Castillo Butsuden (仏殿城 Butsuden-jō?).

## Historia
Fue construido por Yoshimasa Dohi (土肥義昌 Dohi Yoshimasa?) en el año 1337 a pedido de la Familia Kono (河野氏 Kōno-shi?). Posteriormente sería entregado a Tomoharu Metori (妻鳥友春 Metori Tomoharu?) en el año 1570. Tomoharu Metori fue derrotado por la Familia Chosokabe (長宗我部氏 Chōsokabe-shi?), tras lo cual pasó a obedecer sus órdenes. Fue así que por orden de la Familia Kono, el castillo fue mandado a destruir.
En 1636 se creó el Han de Kawanoe (川之江藩 Kawanoe-han?) y Naoie Hitotsuyanagi (一柳直家 Hitotsuyanagi Naoie?) planeó reconstruir el castillo. Pero Naoie Hitotsuyanagi falleció en 1642, por lo que no se llegó a reconstruir.

## Características
El castillo está construido sobre el monte Shiro (城山 Shiro-yama?), que era conocido como monte Washio (鷲尾山 Washi'o-yama?).
En realidad, de lo que fue el castillo original sólo quedaban restos de un muro de piedra. Pero con motivo de cumplirse el 30.º aniversario de la Ciudad de Kawanoe en 1984, se iniciaron las obras de recuperación del castillo ese mismo año. La reconstrucción no es exactamente una reproducción del original.